# Rafic Nahra
Rafic Nahra (* 27. ledna 1959, Ismailia, Egypt) je arabský katolický kněz, který působí v Latinském jeruzalémském patriarchátu jako vikář pro Izrael. Na kněze byl vysvěcen v roce 1992 pro pařížskou diecézi, od roku 2004 působí v jeruzalémském patriarchátu.
Papež František jej dne 11. března 2022 jmenoval titulárním biskupem verbenským a pomocným biskupem v latinském patriarchátu jeruzalémském. Na biskupa byl vysvěcen 30. dubna 2022 v nazaretské bazilice Zvěstování patriarchou Pizzaballou.